# Rokia Traoré
Rokia Traoré (24 de enero de 1974) 50 años es una cantante, compositora y guitarrista maliense. 

## Biografía
Traoré pertenece a la etnia bambara, también llamada bamana. Nació en 1974 en la región de Belidougou, en Malí, cerca de la frontera con Mauritania. Durante su infancia y juventud residió en varios países del mundo -entre ellos Argelia, Arabia Saudí, Francia y Bélgica-, debido a que su padre era diplomático.

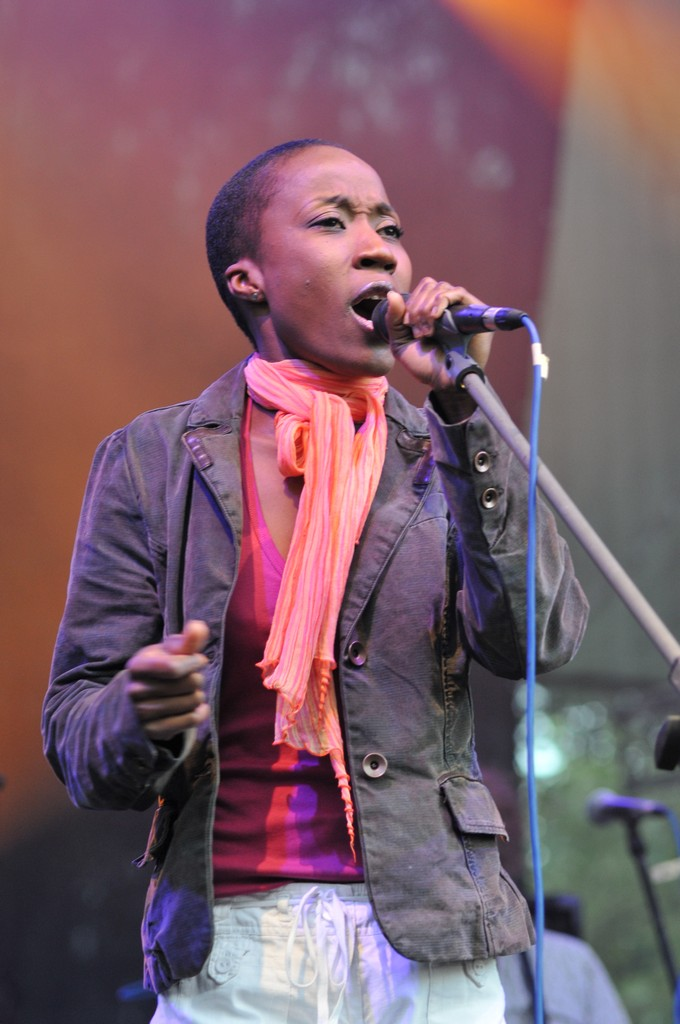
Rokia Traoré

Aunque los bambara tienen una importante tradición musical, basada en los griots, músicos profesionales, la familia de Traoré pertenecía a la nobleza, que tiene tradicionalmente prohibido dedicarse a la música. No obstante, Rokia emprendió la carrera musical, contando entre sus primeros maestros al célebre guitarrista maliense Ali Farka Touré.
Una de sus primeras canciones, "Finini", tuvo un gran éxito en su país natal. En 1997 ganó el premio "Découverte Afrique" de Radio Francia Internacional, lo que le proporcionó la oportunidad de darse a conocer fuera de Malí. Su primer disco publicado internacionalmente, Mouneissa (1998) tuvo un gran éxito por su tratamiento de la música tradicional maliense y el empleo de instrumentos como el n'goni, la kora y el balafon junto con la guitarra y el bajo acústicos. En Europa vendió unas 40.000 copias. Dos años después, en 2000, publicó Wanita, álbum para el que compuso la letra y la música de todos los temas.
En 2003 vio la luz su tercer álbum, Bowmboï, y en 2008 el cuarto, Tchamantché. En este último, Traoré firma todas las canciones, a excepción de una versión de un tema de Billie Holiday, The man I love.
Desde 2013, trabaja con ACNUR, actuó en la ceremonia anual del Premio Nansen para los Refugiados de ACNUR en Ginebra y en el festival de Glastonbury en Reino Unido, apoyó la Campaña IBelong de ACNUR para acabar con la apatridia en 2024. En 2016, Rokia participó en el vídeo de la campaña #ConLosRefugiados junto a otros colaboradores de alto perfil, refugiados y personal de ACNUR de todo el mundo.
Fue nombrada Embajadora Regional de Buena Voluntad de ACNUR para África Occidental y Central el año 2015.

## Discografía
- Mouneissa (1998)
- Wanita (2000)
- Bowmboï (2003)
- Tchamantché (2008)
- Beautiful Africa (2013)
- Né So (2016)